# 拉讷维尔多蒙
拉讷维尔多蒙（法語：La Neuville-d'Aumont，法語發音：[la nøvil domɔ̃]）是法国瓦兹省的一个旧市镇，属于博韦区。2017年1月1日，拉讷维尔多蒙与邻近的2个市镇合并为新市镇拉德雷讷。

## 地理
拉讷维尔多蒙（49°18'34"N, 2°5'56"E）面积4.75 平方千米，位于法国上法蘭西大區瓦兹省，该省份为法国北部内陆省份，北起索姆省，西接厄尔省和滨海塞纳省，南至塞纳-马恩省和瓦兹河谷省，东临埃纳省。
与拉讷维尔多蒙接壤的市镇（或旧市镇、城区）包括：圣叙尔皮斯、欧特伊、勒库德赖叙泰勒、勒代吕日、奥当克莱韦克、勒松拉拜、瓦尔当皮埃尔。
拉讷维尔多蒙的时区为UTC+01:00、UTC+02:00（夏令时）。

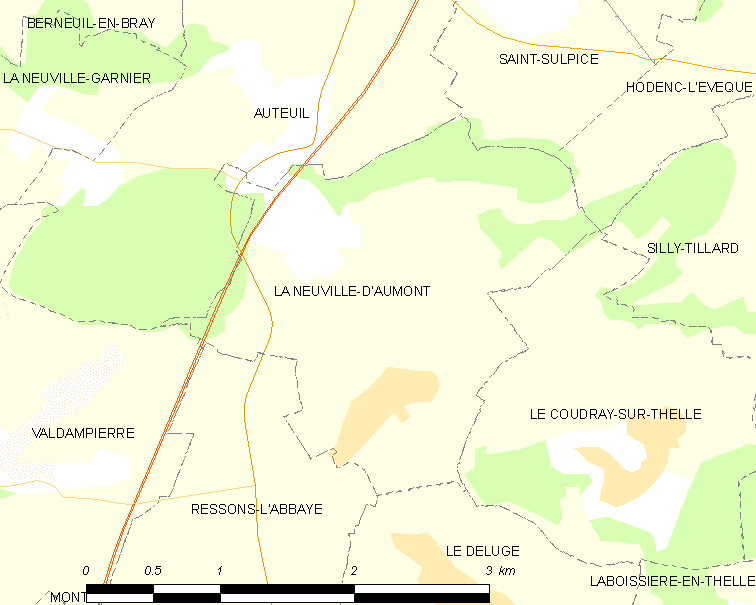
拉讷维尔多蒙的OSM定位图

## 行政
拉讷维尔多蒙的邮政编码为60790，INSEE市镇编码为60453。

## 政治
拉讷维尔多蒙所属的省级选区为韦克桑地区肖蒙县。

## 人口

1962-2008年间拉讷维尔多蒙人口变化图示

拉讷维尔多蒙于2018年1月1日时的人口数量为322人。